# Vayres (Haute-Vienne)
Vayres je francouzská obec v departementu Haute-Vienne v regionu Limousin. V roce 2012 zde žilo 825 obyvatel.

## Poloha
Obec leží u hranic departementu Haute-Vienne s departementem Charente, tedy i u hranic regionu Limousin s regionem Poitou-Charentes. Sousední obce jsou: Chéronnac, Oradour-sur-Vayres, Pressignac (Charente), Rochechouart, Saint-Auvent, Saint-Bazile, Videix

## Vývoj počtu obyvatel
Počet obyvatel